# Acer palmifolium
Acer palmifolium é uma espécie de árvore do gênero Acer, pertencente à família Aceraceae.